# Sándor Prokopp
Sándor Prokopp (Košice, 7 maggio 1887 – Budapest, 4 novembre 1964) è stato un tiratore a segno ungherese.

## Palmarès

### Olimpiadi
- 1 medaglia:
  - 1 oro (Stoccolma 1912 nella carabina militare 3 posizioni)